# Зазимське повстання 1920
Зазимське повстання — антибільшовицьке повстання 1920 року в селі Зазим'я (нині Броварський район, Київська область).

## Передумови повстання

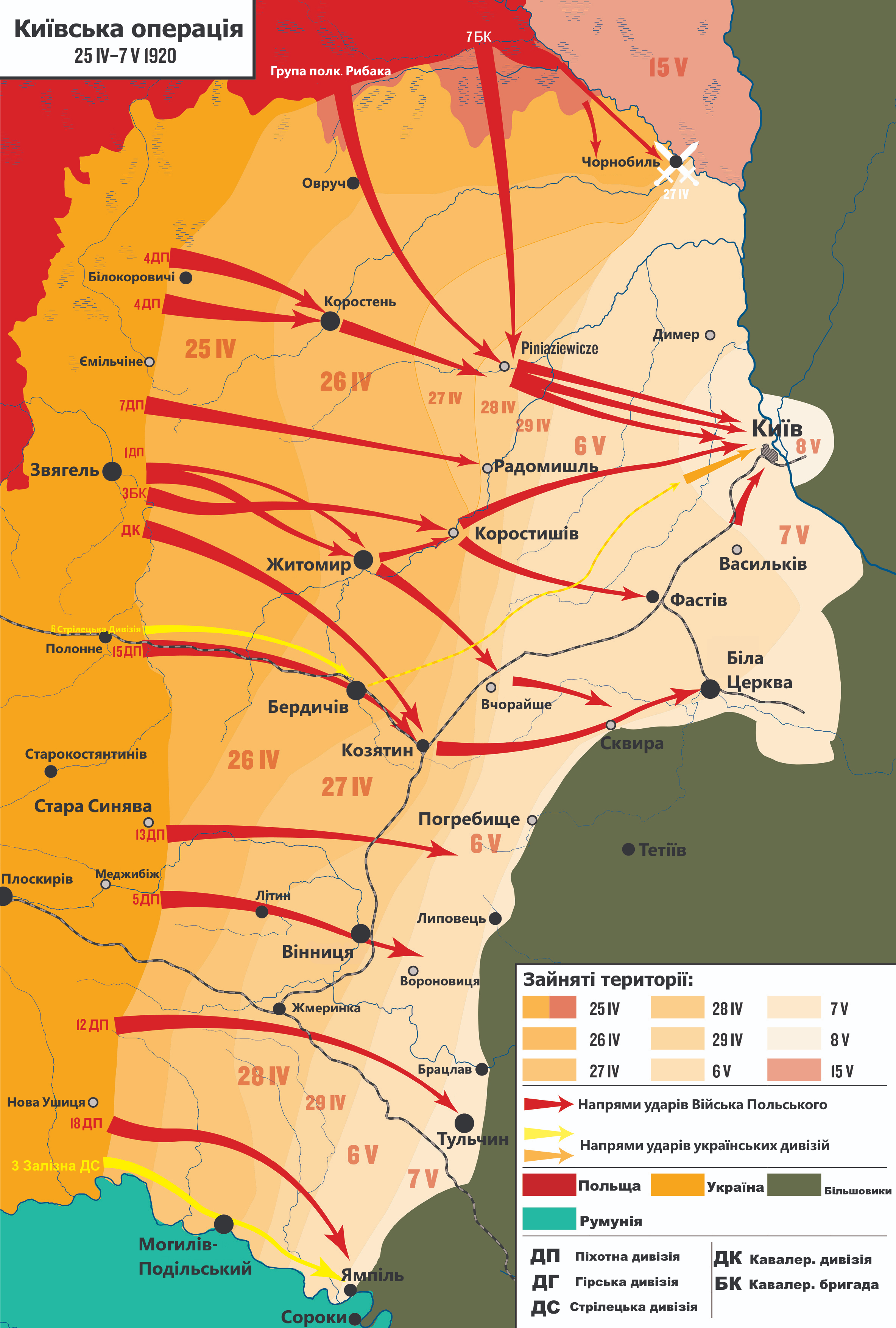
Перебіг Київської операції війська польського 1920 року

Навесні 1920 року розпочався наступ польсько-української армії, який викликав значне посилення селянського руху. Координуючись із петлюрівцями, на початку 1920 року загін отамана Ромашки, що складався з 500 осіб заволодів Броварами, Гоголівом та Русанівом. Більшовики зазнали поразок на всіх фронтах. Навесні 1920 року, перед початком повстань у Зазим'ї, Літках, Требухові проти Ромашки було кинуто регулярні частини Червоної Армії.
22 квітня 1920 року керівник Польщі Юзеф Пілсудський із метою сформування спільного антибільшовицького фронту в боротьбі проти Радянської Росії, підписав із головою Директорії УНР Симоном Петлюрою згоду про «звільнення» України від радянської армії.

## Початок повстання
Повстання в с. Зазим'я, почалося у квітні 1920 року. 26 квітня в село прибув невеликий загін червоноармійців чисельністю до 25 осіб на чолі з комісаром. Селян зібрали в центрі села на майдані біля пожежної вежі. Комісар вимагав від селян надати кінні підводи з їздовими для потреб червоної армії. Староста села, Євдоким Приходько (Хоменків), запропонував «гостям» пообідати, а тим часом селяни поховали коней в лісі та вільшині. Коли комісар зрозумів, що коней йому ніхто давати не збирається, він почав лаятися і погрожувати зброєю. Це і стало останньою краплею, яка переросла в нестримну лавину народного гніву. Комісар вирішив повернутися до свого штабу в Бровари. На околиці лісу він вирішив зігнати свою злість і вистрелив в напрямку групи зазимців, які його на відстані супроводжували. Місцевий селянин Микола Калениченко (Грейса), який неподалік орав своє поле, зачувши постріли, теж вистрелив у бік комісара. Постріл виявився влучним і одночасно фатальним. Всім стало зрозуміло, що селянам влада смерть комісара не подарує.
Про подальші події ми довідуємось з книги Клишти П.І. – колишнього директора місцевої школи: «Того ж дня приїхав у село Хмельков, голова волосного революційного комітету. Знову зібрали схід. Він почав переконувати селян скласти зброю, надати кінні підводи Червоній армії, погрожував розправою. Його погрози розгнівали зазимців. Хмелькова селяни заарештували й посадили в приміщенні пожежні, але йому вдалось втекти. Селяни вирішили створити загін самооборони, щоб захистити свої родини,оселі, майно. До штабу польської армії було відправлено гінця, Суботовського Павла, з проханням про допомогу, але він не зміг туди пробратись. Для керівництва обороною села вирішено було обрати штаб". 

## Повстанчий комітет та структура
Був утворений Повстанчий комітет на чолі з колишнім унтер-офіцером Радченко Іваном Сергійовичем (Сергуля) (Георгієвський кавалер). До керівництва штабу також увійшли староста села Приходько Євдоким Іванович, колишній артилерійський фельдфебель Кузьма Щиголь, та Суботовським Григорієм Степановичем (сотник війська УНР). Зброєю їх підтримав отаман Ангел.
Також повстанці організували і свою контррозвідку, яка виявляла лазутчиків і дезертирів. До її складу входили: Радченко Григорій, Щиголь Тимофій, Селик Павло, Барбон Євдоким. Під час боїв повстанці нерідко брали полонених, яких спочатку допитували, а потім відводили на Вал (нині вулиця Деснянська) і розстрілювали або топили. Виконавцями вироків були: Галицький Василь, Приходько Степан, Суботовський Михайло, Особа Петро, Барбон Євдоким і Селик Павло.

## Початок повстання
Повстання тривало понад місяць. Розуміючи, що самим вистояти проти армії буде вкрай важко, керівники штабу звернулися по допомогу до інших сіл Броварщини. Мешканці Пухівки відмовили в допомозі. Підтримали зазимське повстання жителі сіл Літки, Требухів, Погреби, Соболівки.  Зокрема, у Літках були побиті карателі з Київської ЧК під орудою комбата Шпаківського. Також повстаннців підтримали мешканці міста Борисполя.
Частину загону повстанці розмістили  в селі на постах, а більшу частину розмістили в шанцях на околиці лісу. Всі спроби червоних прорвати оборону повстанців були марними. Зазимці добре знали місцевість, вміло маневрували та добре володіли зброєю. Жінки та діти допомагали чоловікам: носили їжу, воду.

## Сто чекістів
Для придушення повстання в село був висланий загін зі ста осіб із Чернігівського губернського ЧК. 
Село жило за законами обложеної фортеці. В боях між повстанцями і підрозділами червоної армії минали дні. В один із таких днів напередодні свята Георгія з боку Пухівки вартові побачили загін червоних. Вони вислали парламентаря з пропозицію почати переговори про припинення воєнних дій. Керівник східного сектору оборони К.Щиголь під час переговорів висунув вимогу, щоб всім учасникам повстання була оголошена амністія з повідомленням у волосних та губернських газетах. Комісар загону погодився. 
Загін чернігівського ЧОПу (частини особливого призначення) кількістю в 100 вояків розмістився на березі Десни, щоб привести себе в порядок. Пухівська дівчина, Оксана Середа, прала неподалік білизну і випадково підслухала розмови чопівців, з яких довідалась про їх плани: вчинити криваву розправу над селянами, село спалити. Страшна звістка облетіла село.  
Не порадившись з керівництвом штабу, бажаючи уникнути кровопролиття, К.Щиголь вирішив околицями завести загін у село. Червоноармійці розмістилися в приміщенні земської школи – біля зазимського храму. Кузьма Щиголь на правах господаря вирішив пригостити комісара і прибулих з ним бійців. Більша частина загону розбрелась по сільських хатах в пошуках їжі. Поки К.Щиголь і комісар загону обідали, повстанці продовжували нести варту на лінії оборони, не підозрюючи про прибуття карателів в село. Один із дозорців, Грицько Галицький, ненароком зачепився гвинтівкою за гілку шовковиці і вона вистрілила. 
Це був фатальний постріл, який став початком великої трагедії в с.Зазим’ї, яка потягла за собою сотні людських життів. За іншою версією, яку розповів один з учасників цих подій – С.Кожанов, приводом до початку збройного зіткнення селян і чопівців стала їх поведінка в селі: «Як тільки два червоноармійці ввійшли до хати селянки Одарки Якуші, то у дворі почулися постріли, одним із яких було вбито в хаті хлопця Одарки». Зачувши постріл, К.Щиголь і комісар вибігли на вулицю. Комісар вирішив діяти навипередки і вистрелив в Щигля, але промахнувся. Постріли почули на околиці села, де проходила лінія оборони. І.Радченко послав в село групу повстанців у складі В.Галицького, П.Особи, М.Суботовського, С.Приходька, Л.Загури, І.Мельника та С.Радченка (Шевця), щоб з’ясувати ситуацію. 
Біля сільського Свято-Воскресенського храму вони зіткнулися з чопівцями, які займали оборону на церковному подвір’ї. П.Особу повстанці відіслали до командира по підкріплення, а самі з ходу вступили в бій. Подвір’я було обгороджено високим цегляним парканом і являло собою потужну оборонну фортецю. Повстанці позалазили на дахи сусідніх хат і з-за димарів обстрілювали чопівців . По обіді розгорівся короткий, але запеклий бій. С.Радченкові вдалося непомітно підповзти до кулеметника у воротях і знищити його, а В.Галицький, кинувши гранату у сторожку, змусив замовкнути другий кулемет. Група зазимських чоловіків зробили дерев’яний поміст і по ньому стали проникати на церковне подвір’я. Після вибуху гранати у церковній сторожці утворився в огорожі великий отвір, через який інша група повстанців ринула на подвір’я. Зав’язався рукопашний бій. 
Полонених не брали, а поранених добивали. Деякі червоноармійці, зрозумівши ситуацію, намагались десь сховатись, але селяни їх знаходили і добивали лопатами, вилами, прачами і сапами. Ненависть до окупантів змусила миролюбних селян стати жорстокими вбивцями. Політика червоного терору поставила цілий народ перед вибором: стати рабами чи захищатись, щоб вижити. І люди обрали друге. Коли все було скінчено, селяни заходились прибирати трупи. Зазимці були переконані, що знищили всіх чопівців. Частину загиблих стягнули за школу у вигрібну яму і закопали, а решта возом визезли до лісу і там поховали. Дивом вдалося врятуватися лише одному червоноармійцеві, який був пораненим похований разом зі своїми товаришами. Це був С.Кожанов. Йому вдалось вибратись з ями і добратись до с. Пухівки, а згодом – Остра. У 20-х роках він залишив статтю зі спогадами в газеті про це повстання. 
В наслідок цих дій своїх захисників,село стало найсхіднішою точкою, зайнятою українсько-польським військом.

## Залучення Башкирської бригади
Для подолання повстання більшовицькими військами була залучена Башкирська бригада, яку «червоні» кинули для підсилення 12-ї армії на україно-польський фронт. Ця бригада славилася варварським ставленням до ворогів та населення захоплених територій. 29 квітня 1920 року бригада погрузилася на станції Ново-Сергієвка в Оренбурзькій губернії і 7 травня прибула на станцію Бобровиця у складі: 27-го, 28-го полків та пішого дивізіону загальною чисельністю у 800 піхоти, 200 шабель і 600 коней, 15 кулеметів.
Після бою у Броварах 8 травня 1920 року, до Башкирської бригади приєдналися рештки 17-ї кавалерійської дивізії, котру перед тим добряче пошарпали місцеві повстанці. 

## Основна фаза повстання 8—11 травня
8 травня на Зазим'є почали наступати численні регулярні війська. Це були частини 7-ї дивізії, загін арсенальців і матросів Дніпровської флотилії. З Броварської залізничної станції по селу стріляла батарея гармат, розташована на Куликовому полі (район ТЕЦ-6, тепер територія м.Києва). Обстрілювали село також з гармат, установлених на катері, що стояв на річці Кодак (притока Десни) за Погребами. Більшість сільського люду заздалегідь повтікало в задеснянські села і ліс. І. Яковенко намагався зупинити втечу своїх односельців, але сам загинув в бою.

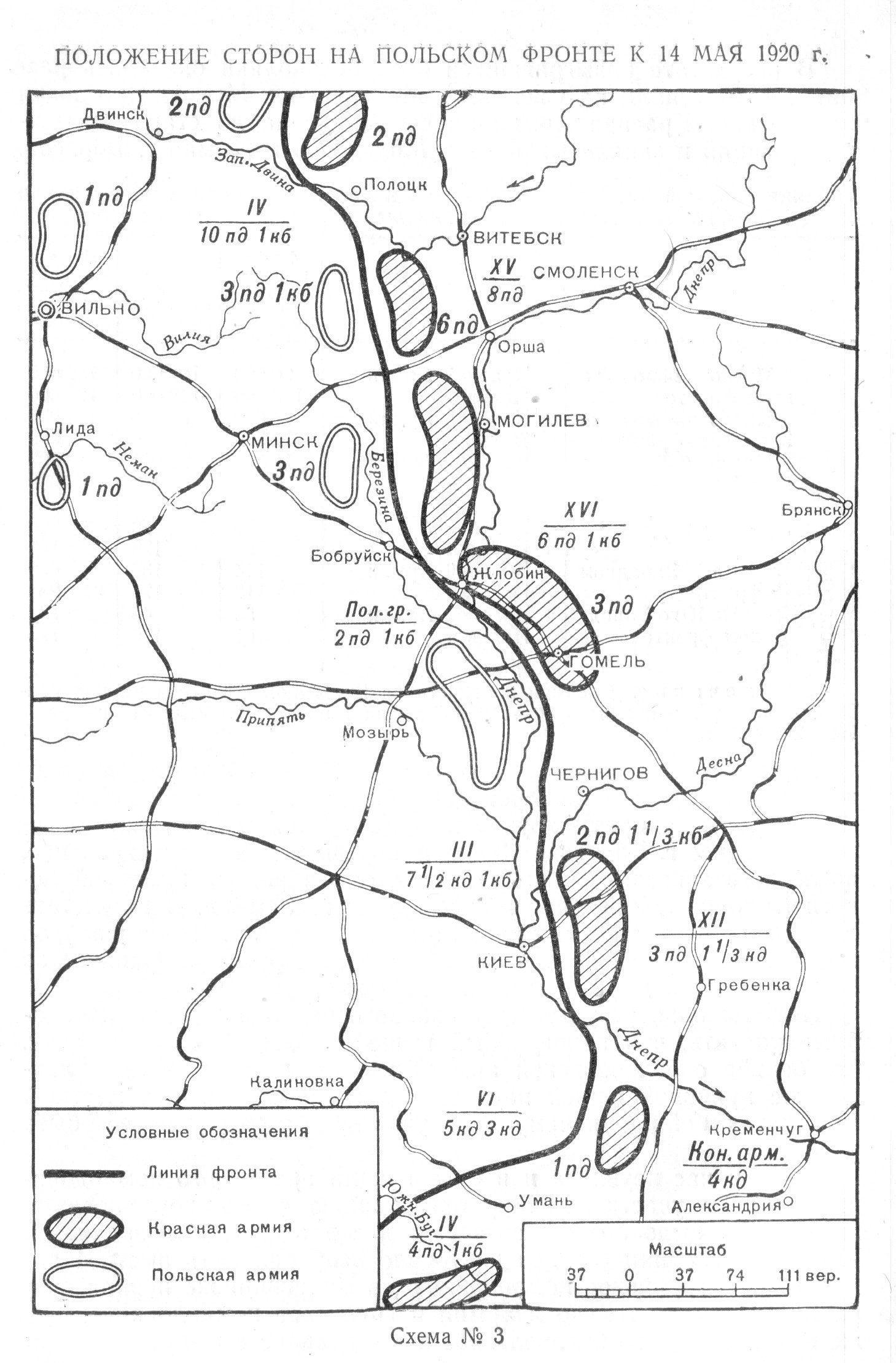
Розміщення сторін на польському фронті до 14 травня 1920 року

Червоні кіннотники Башкирської бригади натиснули великими силами і прорвали оборону з боку Погребів. Частини цієї дивізії зайняли село 8 травня в суботу. У боротьбі з «червоною» кавалерією селяни скористалися козацькою винахідливістю, розкидавши по полю замасковані густою травою борони. Так, малочисельний загін зазимців під орудою І.Радченка та К.Щигля відбив наступ червоних на своїй ділянці оборони і навіть відігнав їх до Биківні.
До ранку 9 травня частини 12-ї армії займали таке розташування: 1-ша кавалерійська бригада 17-ї кавалерійської дивізії зайняла позиції біля берега Десни з півночі села Пухівка, а 19-та бригада 7-ї стрілкової дивізії після запеклих боїв з повстанцями в навколишніх лісах, зайняла фронт по берегу Десни від Погребів до Зазим'я. Біля 14 кварталу І. Радченко зібрав залишки повстанців і наказав їм не панікувати і переміститися від лісу до придеснянських боліт. Повстанці під прикриттям своїх кулеметів без втрат дісталися до Пухівки і звідти вже на човнах – на правий берег Дніпра до Вишгорода. Там на той час територію вже займала союзна 3-я польська армія. Втікачі зв’язались зі штабом С.Петлюри і приєднались до 6-ї стрілецької дивізії УНР.
10—11 травня 12-та армія разом із Башкирською бригадою вела активні бої в селі Зазим’я. 11 травня, отримавши артилерійське підкріплення, Башкирська кавалерійська бригада зайняла село, а через деякий час — інші повсталі населені пункти. У Літках більшовики розстріляли до сотні повстанців, пізніше, на додачу до розстріляних, багатьох з учасників повстання репресували. Найбільше постраждали бориспільці: карателі спалили понад 500 дворів, розстріляли декілька сотень повстанців. За розповідями очевидців, усіх чоловіків, що залишилися у селищі, вишикували в колону і розстрілювали кожного п'ятого. 
Над Зазим'єм була вчинена жорстока розправа. Запалали хати, обійстя, спалено було церкву, школу. Вціліла лише одна вулиця — Новоселиця та частина Блошиної (тепер Світанкова) і куток Савичина. Сліди від розривів куль і вогню на карнизах і стінах церкви є і нині. Вогонь знищив прекрасні високохудожні розписи, ікони всередині храму.
Червоні командири погрожували зовсім знищити «бандитське» село. Прибували нові й нові загони грабіжників. Жінки були у відчаї. Очолені священиком Кіром (Демченко), вони пішли назустріч черговому загону червоноармійців до Копійчиного моста (дорога на Пухівку). Зустрівши командира, впали на коліна і просили припинити підпали й грабежі. Адже діти не винні. Командир проявив гуманність. Безчинства було припинено.
Коли після відступу поляків червоні повернули собі владу в селі, ЧК розпочало арешти всіх причетних до зазимського повстання. Було заарештовано біля 150 осіб. За вироком спеціальної колегії губернської Чернігівської та повітової Остерської ЧК від 28 жовтня 1920 року більшість з них після допитів і катувань було страчено. Відомі деякі імена учасників повстання. Це: Радченко Харитон із сином Харитоном, Калениченко Артем із сином Петром, Якуша Прокіп, Радченко Степан, Барбон Борис, Щиголь Петро, Якуша Іван, ТроценкоТиміш, Особа Андрон, Суботовський Василь, Радченко Тихін, Якуша Омелько, Карсім Григорій, Яковенко Іван, Радченко Іван, Галицький Харитон, Запорожець Ілля, Калениченко Петро, Ковпак-Загура Ілля, Ковпак-Загура Григорій, Карсим Григорій, Приходько Сила, Рижий Трохим, Тригуб Василь, Риженко Трохим, Стрельченко Іван та Щиголь Єгор.

## Подальша доля повстанців
Не менш драматичною була доля інших учасників повстання. Якуша Василь під час розстрілу був поранений, вибрався з ями і втік. Відомі імена двох учасників зазимського повстання, що склали голови під с. Базар під час Другого Зимового походу військ УНР: Радченко Василь та Швидак Максим. Радченко Іван (один із керівників повстання), втратив в тому бою праву руку, його виніс з поля бою ще один зазимець Ягор Щиголь. У с.Халеп’є вони приєднались до отамана Зеленого і продовжили з ним воювати проти «совєтів». Під час бою біля с. Щербанівки І.Радченко потрапив до рук «чекістів» і був в 1922р. страчений у м.Києві. Після оголошення амністії повстанцям Ягор Щиголь повернувся додому. 
Григорій Суботовський з групою повстанців відступив разом з польською армією на Захід. В районі Львова він отримав з дому звістку про амністію учасникам зазимського повстання і почав підбурювати односельців повернутися в село. Там його чекала дружина з малим сином. За це його мали стратити як дезертира. Під час конвоювання йому вдалось втекти, і незабаром він сам прийшов в ЧК, назвавшись рядовим повстанцем, але був впізнаний зрадником, і його чекала страта. Григорій Степанович, маючи сміливу вдачу, вирішив спробувати і тут обійти смерть. Його дружині вдалось обманути тюремного наглядача і передати йому в камеру наган. Повстанець готувався до останнього бою, але доля і тут виявилась до нього прихильною: розстріл йому замінили таборами і висилкою до Хабаровського краю.
Після нападу німецької армії на території тодішньої СРСР, Григорій Степанович тікає із місця заслання і пробирається на Кубань і після визволення рідного села повертається додому. Тут він був мобілізований до Червоної армії і воював до кінця війни. Кузьма Щиголь переховувався за Десною, а після амністії повернувся в село. Обирався неодноразово депутатом сільської ради.

## Наслідки
Під час радянської влади село Зазим'я носило ярлик «бандитського». Попри антирелігійну пропаганду, комуністи так і не наважилися зруйнувати місцевий храм. Під час Другої світової війни всі найближчі села були спалені німецькими загарбниками. Село Зазим'я мінімально постраждало через те, що шкільний вчитель німецької мови Тарковський розповів німцям історію повстання.

## Пам'ять
На місці поховання чонівців спочатку було встановлено дерев’яний пам’ятник, а у 1937р. – базальтовий з надписом «Слава 99-ти чекістам – борцям за революцію, що загинули від рук зазимських бандитів-куркулів у 1920 році». Це було «святе» місце для радянської влади. Тут проходили всілякі урочистості. Вулиця, на якій відбулись ці події, довго носила назву «99-ти чекістів». Пам’ятник кілька разів обливали синьою і жовтою фарбою і місцева влада оновила надпис. Тепер надпис звучить так: «Вічна пам’ять 99-ти червоноармійцям, що загинули в боротьбі за радянську владу в 1920 році». 
Пам’ять про тих, хто оружно боронив свою землю від червоних окупантів довший час залишалась в забутті. Лише у 2014 році за ініціативою громадськості навпроти зазимського храму було встановлено пам’ятний дерев’яний хрест з надписом «Пам’ятний хрест зазимським патріотам, що в травні 1920 року захищали своє село від безбожної влади». Пам’ять про ці далекі події завжди жила в серцях зазимців. 
Десятки років інформація про ці події була під забороною. Спливають роки, а за ними відкриваються цікаві для нас, нащадків, сторінки історії нашого села і України в цілому. Як ми всі знаємо: історія має особливість повторюватися. Щоб уникнути подібних подій в майбутньому, ми маємо пам’ятати тих, хто в далекі 20-ті роки склав голови, і бореться сьогодні щоб ми могли вільно жити на своїй землі, яка носить горде ім’я – Зазим’є.